# Vierwoudstrekenmeer
Het Vierwoudstrekenmeer (Duits: Vierwaldstättersee, Frans: Lac des Quatre Cantons, Italiaans: Lago di Lucerna, Reto-Romaans: Lai dals Quatter Chantuns) ligt in Centraal-Zwitserland en is omgeven door hoge bergen. De vorm van het meer lijkt op een fjord.
Andere namen die in gebruik zijn in het Nederlands zijn het Meer van Luzern en het Vierwoudstedenmeer. Het laatste is een onjuiste vertaling van de Duitse naam, want Stätte is een oude benaming voor kanton of regio/streek.
Het meer ligt op 434 meter hoogte, heeft een oppervlakte van 114 km² en is tot 214 meter diep.
Het Vierwoudstrekenmeer wordt door de rivier de Reuss doorstroomd. Tevens wordt het gevoed met berg- en gletsjerwater van het omliggende gebied van 1831 km². Het heeft een oeverlijn van 115 km en grenst aan de vier historische kantons Uri, Schwyz, Unterwalden (dat weer opgedeeld is in de twee halfkantons: Obwalden en Nidwalden) en Luzern. Het Meer van Alpnach vormt een zijtak van het Vierwoudstrekenmeer.
Aan het meer ligt de Rütli-weide, waar het Zwitsers Eedgenootschap werd gesticht. Ook de steden Küssnacht am Rigi, Luzern en Brunnen liggen aan de oever van het meer.
Het meer is populair onder toeristen. Rondom liggen er veel hotels. Vanaf de bergen Rigi, Pilatus, Bürgenstock, Stanserhorn, Mythen, Urirotstock is er een mooi uitzicht op het meer.

## Veerdiensten op het Vierwoudstrekenmeer
De Schifffahrtsgesellschaft des Vierwaldstättersees (SGV) heeft de concessie voor personenvervoer over het water verkregen. De rederij heeft een actieve vloot bestaande uit vijftien klassieke salonschepen en een vijftal raderstoomboten. Met haar veerdiensten verbindt SGV ruim dertig opstapplaatsen rond het meer. 's Winters wordt er op beperkte schaal vervoer aangeboden.

## Trivia
- De Mondscheinsonate van Ludwig van Beethoven dankt haar naam aan het Vierwoudstrekenmeer. Vijf jaar na het uitbrengen van de sonate door Beethoven schreef een recensent dat deze hem deed denken aan de weerspiegeling van het maanlicht op het meer van Luzern. Sindsdien is de naam Mondscheinsonate in gebruik.[1]

## Zie ook

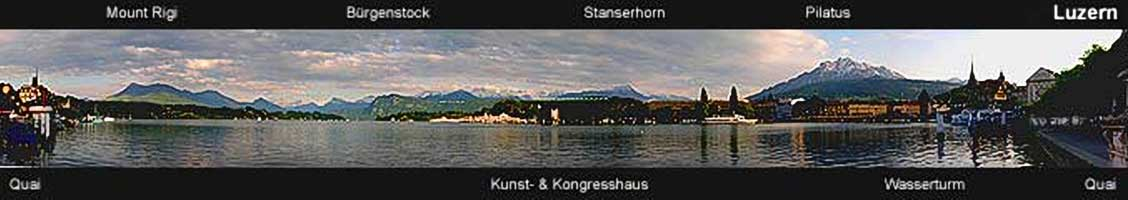
Vierwoudstrekenmeer bij Luzern

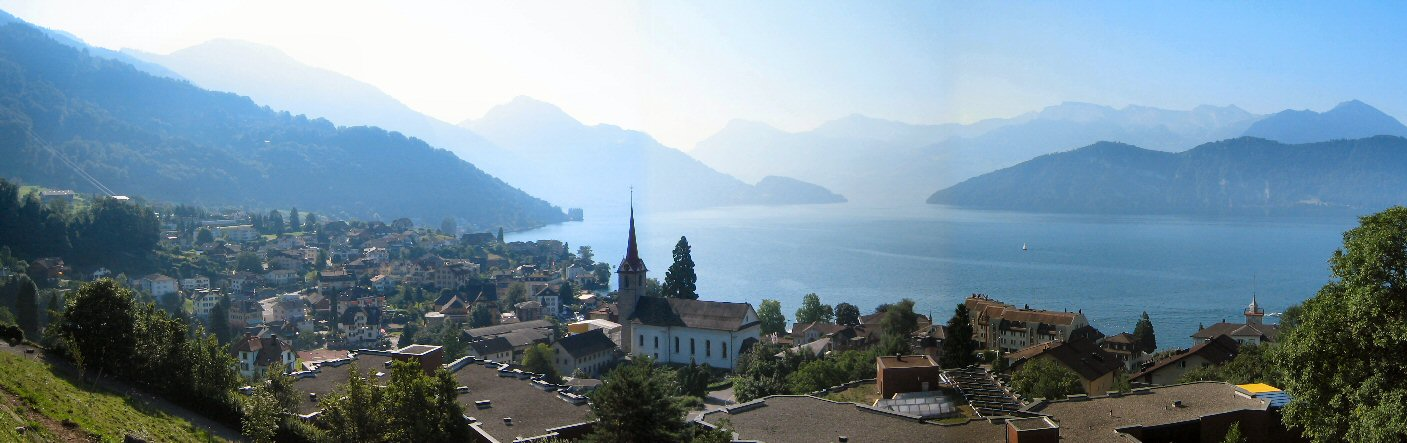
Vierwoudstrekenmeer met op de voorgrond Weggis